# Roman Candle (álbum)
Roman Candle é o álbum de estréia do cantor-compositor norte-americano Elliott Smith, na época guitarrista-cantor do grupo Heatmiser. Com um som cru e com Elliott tocando cada instrumento utilizado. Gravado em 1993, o disco saiu em 1994 pela gravadora Cavity Search Records. 

## Track listing
(Todas escritas pelo Elliott Smith exceto No Name #1)
1."Roman Candle" – 3:37 
2."Condor Ave" – 3:34 
3."No Name #1" (Elliott Smith, J.J. Gonson) – 3:03
4."No Name #2" – 3:34
5."No Name #3" – 3:13
6."Drive All Over Town" – 2:36
7."No Name #4" – 2:30
8."Last Call" – 4:38 
9."Kiwi Maddog 20/20" – 3:40
- A música No Name #3 aparece no filme Good Will Hunting.

## Ligações Externas
- Sweet Adeline: The Official Elliott Smith website
- Cavity Search Records